# Пацај
Пацај (алб. Pacaj) је насељено место у општини Ђаковица, на Косову и Метохији. Према попису становништва из 2011. у насељу је живело 270 становника.
Током Другог светског рата српску цркву у селу су порушили Албанци.

## Становништво
Према попису из 2011. године, Пацај има следећи етнички састав становништва:
| Националност | 2011.        |
| Албанци      | 265 (98,15%) |
| Ашкалије     | 5 (1,85%)    |
| Укупно       | 270          |

| Демографија | Демографија | Демографија |
| Година      | Становника  | Становника  |
| ----------- | ----------- | ----------- |
| 1948.       | 190         |             |
| 1953.       | 115         |             |
| 1961.       | 137         |             |
| 1971.       | 180         |             |
| 1981.       | 238         |             |
| 1991.       | 274         |             |
| 2011.       | 270         |             |